# Лесные путешественники
«Лесные путешественники» — советский художественный рисованный мультфильм, созданный в 1951 году режиссёром-мультипликатором Мстиславом Пащенко.

## Сюжет
Фильм повествует о белке, у которой болит нога, и её трёх бельчатах, двоих из которых зовут Рыжик и Белоносый. Однажды утром, когда мама-белка уходит за завтраком, последний учится прыгать и уходит далеко в чащу леса, где сойка рассказывает ему о соседнем лесе, где много шишек, грибов и ягод. Безуспешно пытаясь найти еду, белка узнаёт от мышей, что в лесу появилась куница, и бежит к детям. Обнаружив, что Белоносый пропал, она не знает, что делать, ведь если она будет кричать, то приманит куницу. Вдруг появляется бельчонок и с криками бежит к дуплу. Мама хитростью уводит хищницу от гнезда (та приняла её за Белоносого) и возвращается домой.
Наступает вечер. На следующий день белка рассказывает бельчатам, что из-за неурожая им надо переселяться. Белоносый уговаривает отпустить его исследовать другой лес и снова уходит. Тетерев тайно передаёт ему гриб, после чего рассказывает белкам историю об этом, и все над ней смеются. Но прилетает тетёрка с грибом и говорит, что бельчонок нашёл его и просил передать семье. В поле путешественник пытается узнать направление у хомяка, но только доводит его до белого каления.
Добравшись до реки, он видит на другом берегу лес и пробует переплыть на бревне, но падает в воду. Три бобра, оттолкнув бревно к берегу, спасают Белоносого. Наконец обустроив новое дупло (в чём ему помогает ёж), герой торопится к семье, как вдруг начинается гроза, а подойдя к старому дуплу, бельчонок обнаруживает там куницу, укрывшуюся от ливня. Та снова гонится за ним. В ходе погони они забираются на два дерева, но то, на которое влезла хищница, падает от удара молнии. Белка уже оплакивает сына, думая, что он погиб, но Белоносый наконец воссоединяется с семьёй. В конце фильма друзья поздравляют семью белок с новосельем, Белоносый крепко спит в новом дупле, а бобр прикрикивает на стайку квакающих лягушек, сказав, что бельчонок отдыхает.

## Создатели мультфильма
| сценарий                   | Георгия Скребицкого и Веры Чаплиной |
| режиссёр                   | Мстислав Пащенко |
| композитор                 | Карэн Хачатурян |
| художник-постановщик       | Евгений Мигунов |
| ассистент режиссёра        | Евгений Трунов |
| ассистенты художника:      | Лидия Модель, Валентина Весельчакова |
| оператор                   | Михаил Друян |
| звукооператор              | Николай Прилуцкий |
| ассистент оператора        | Екатерина Ризо |
| технический ассистент      | Лидия Ковалевская |
| монтажёр                   | Лидия Кякшт |
| художники-декораторы:      | Виктор Никитин, Вера Роджеро, Елена Танненберг, Ирина Светлица, Константин Малышев |
| художники-мультипликаторы: | Михаил Ботов, Фёдор Хитрук, Борис Меерович, Григорий Козлов, Надежда Привалова, Владимир Арбеков, Вячеслав Котёночкин, Рената Миренкова, Роман Давыдов, Юрий Прытков, Лев Попов, Геннадий Филиппов                                                                      |
| в ролях:                   | Маргарита Докторова — мама-Белка Юлия Юльская — Белоносый / третий бельчонок Виктория Иванова — Рыжик Владимир Ратомский — Белка-сосед Александра Панова — Сойка / Куница Григорий Белов — Тетерев Татьяна Барышева — Тетёрка Юрий Хржановский — Хомяк / Бобр / лягушки |

## История создания
Договор на сценарий между киностудией «Союзмультфильм» и Верой Чаплиной, Георгием Скребицким был подписан 3 августа 1950 года. Первоначальное название: «Лесная сказка». Но затем сценаристы предложили новое название — «Лесные путешественники», которое и стало окончательным.
В фильме был применён предложенный Евгением Мигуновым новаторский художественный приём — изготовление фона масляными красками.

## Печатные издания и переводы на иностранные языки
- В 1952 году сценарий к мультфильму «Лесные путешественники» был опубликован в сборнике Фильмы-сказки. Сценарии рисованных фильмов. Выпуск 2. — М. Госкиноиздат, 1952, — 184с. — Тираж 45000экз.
- В 1970 году выпущена книжка-картинка по мультфильму «Лесные путешественники» (Бюро пропаганды советского киноискусства Союза Кинематографистов СССР, тираж 50 000 экз., автор — Вера Чаплина, художник — Евгений Мигунов). В 1995 году книжка-картинка была переиздана (Издательство «Алтей-М», тираж 50 000 экз.)

Книжка-картинка по мультфильму «Лесные путешественники» с текстом В. Чаплиной и рисунками Е. Мигунова в 1970-е годы была переиздана на многих языках:
- V. Chaplina. Forest travelers. A film story (перевод на английский язык: Фаина Глаголева). М., Union of Soviet film workers, 1972.
- V. Chaplina. Viajeros forestales. Film-quento (перевод на испанский язык). М., Unión de cineastas de la URSS, 1972.
- V. Tšaplina. Seiklused metsas (перевод на эстонский язык: Aime Leis). Таллин, Perioodika, 1975.
- V. Tjaplina. Kurre vitnos (перевод на шведский язык: И. Л. Сафонова). Стокгольм, Carlsen if, 1975.
- V. Tšaplina. Oravat muuttavat (перевод на финский язык: A. Ronkainene). Таллин, Perioodika, 1978.
- V. Chaplina. Prik pa eventyr (перевод на датский язык: V. Simonsen). Копенгаген, Nyt Dansk Forlag, 1979 (рисунки А. Дегтярева).
- V. Chaplina. Voyage dans la forêt (перевод на французский язык: И. Панов). Таллин, Perioodika, 1979.
- W. Czaplina. Leśni podróżnicy (перевод на польский язык). М., Бюро пропаганды советского киноискусства Союза Кинематографистов СССР, 1980.

## Иностранные версии мультфильма
- В 1992 году права на международное коммерческое использование мультфильма «Лесные путешественники» (как и многих других классических отечественных мультфильмов) были переданы на 10 лет американской компании «Films by Jove»[5]. Сценарий «Лесных путешественников» был адаптирован Льюисом Беккером и Марком Стрэттоном (Lois Becker & Mark Stratton) для англоязычной версии, получившей название «Forest travelers». Мультфильм был сокращён на 4 минуты, дублирован, музыка Карена Хачатуряна была заменена.
- В 1993 году французская компания «Citel video» приобрела лицензию на американскую версию мультфильма, дублировала его на французский язык и под названием «Les Voyageurs de la Forêt» выпустила на видеокассете вместе с мультфильмами «Le fantôme de Canterville» и «Les aventures d'une fourmi» («Кентервильское привидение» Валентины и Зинаиды Брумберг и «Путешествие муравья» Эдуарда Назарова). 25 марта 1995 года состоялся телепоказ мультфильма «Les Voyageurs de la Forêt» на французском молодёжном телеканале Canal J.[6]
- Видеозапись мультфильма «Лесные путешественники» была дублирована на итальянский язык и выпущена издательством «Alfadedis Entertainmen» под названием «Uno scoiattolo vagabondo» в Италии в марте 1998 года в комплекте с мультфильмами «Гадкий утёнок» и «Заколдованный мальчик» (VHS).

## О мультфильме
Из фильмов Пащенко, посвящённых вопросам морали и решённых с условными персонажами — зверьками и птицами, — наиболее значительны «Лесные путешественники» (сценарий Г. Скребицкого и В. Чаплиной, художник-постановщик Е. Мигунов) — сказочка о молодой белочке, выручившей из беды свою семью. 
— Гинзбург С. Рисованный и кукольный фильм. М., 1957.